# Choix
Choix, auch San Ignacio de Choix, ist eine Stadt mit etwa 9000 Einwohnern im Municipio Choix im mexikanischen Bundesstaat Sinaloa. Choix liegt nahe der Grenze zu Chihuahua und Sonora. Sie liegt am Río Zuaque im traditionellen Siedlungsgebiet der Tzoes-Cahita. Als erster Europäer gelangte Francisco de Ibarra 1564 in die Region, ihm folgten 1591 die Jesuiten.